# Guadalupe Victoria, Nayarit
Guadalupe Victoria är en ort i Mexiko.   Den ligger i kommunen San Blas och delstaten Nayarit, i den centrala delen av landet, 700 km väster om huvudstaden Mexico City. Guadalupe Victoria ligger 12 meter över havet och antalet invånare är 2 932.
Terrängen runt Guadalupe Victoria är mycket platt. Runt Guadalupe Victoria är det ganska glesbefolkat, med 48 invånare per kvadratkilometer. Närmaste större samhälle är Villa Hidalgo, 12,1 km nordost om Guadalupe Victoria. Trakten runt Guadalupe Victoria består till största delen av jordbruksmark.